# عدد متقارن

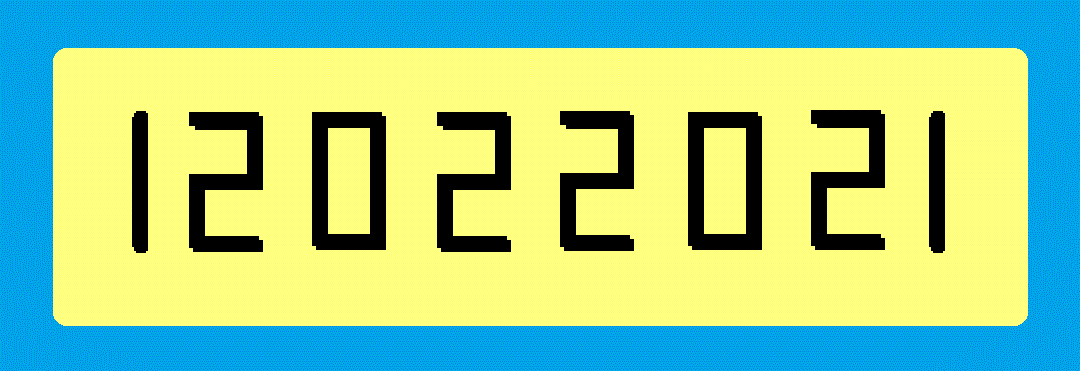
اعداد متقارن به صورت تقارن اشکال هندشی شبیه می شود.(به عنوان مثال هنین عدد دوازده میلیون و بیست و دو هزار و بیست و یک)عدد یک،صفر و دوتا عدد دو باهم تقارن یافته اند.

عدد متقارن عددی است که از هر دو طرف یکسان خوانده می‌شود یا به عبارتی یک تقارن آینه‌ای دارد. با وارونه کردن ارقام یک عدد متقارن، خود عدد حاصل می‌شود.
تعدادی از اعداد متقارن این‌ها هستند:
۰، ۱، ۲، ۳، ۴، ۵، ۶، ۷، ۸، ۹، ۱۱، ۲۲، ۳۳، ۴۴، ۵۵، ۶۶، ۷۷، ۸۸، ۹۹، ۱۰۱، ۱۱۱، ۱۲۱، ۱۳۱، ۱۴۱، ۱۵۱، ۱۶۱، ۱۷۱، ۱۸۱، ۱۹۱، ۲۰۲،...
اعداد اول متقارن: ترکیبی از زیبایی و رمزآلودگی در دنیای اعداد
اعداد اول متقارن اعدادی هستند که هم اول بوده و هم از نظر ظاهری قرینه هستند. یعنی اگر ارقام آن‌ها را برعکس کنیم، عدد جدیدی به دست می‌آید که باز هم اول است. به عبارت دیگر، این اعداد از هر دو سو که به آن‌ها نگاه کنیم، یکسان به نظر می‌رسند.
مثال‌هایی از اعداد اول متقارن:
```
* اعداد تک رقمی: همه اعداد اول تک رقمی (2، 3، 5، 7) به طور خودکار متقارن هستند.
* اعداد دو رقمی: 11
* اعداد سه رقمی: 101، 131، 151، 181، 191، 313، 353، 373، 383، 727 و ...
```